# Valmorea
Valmorea (Valmuréa in dialetto comasco, AFI: /valmuˈrea/) è un comune italiano sparso di 2 622 abitanti della provincia di Como in Lombardia. Situato nella Valmorea è costituito dai nuclei abitati di Caversaccio e Casanova Lanza, riuniti nell'unico comune attuale per effetto del regio decreto 18 marzo 1928, n. 704.
Si trova nel cuore dell'Alto Olgiatese.

## Geografia fisica
Il comune dì Valmorea non prende il nome da un centro abitato ma dall'omonima valle su cui si estende.
Valmorea sorge poco sotto ai 500 metri di altitudine nelle prealpi lombarde, in territorio lariano a pochi passi dal confine con la Svizzera. È posto sulla riva sinistra del torrente Lanza, che scorre nella valle detta - appunto - "Valmorea" e si trova alle porte della Comunità montana del Piambello. Il comune poggia sulla cinta di colline che si sviluppano ai piedi del monte Generoso.
Nella parte settentrionale del territorio comunale scorre il ruscello detto Rio Scivescia (o, più semplicemente, Scivescia). Il ruscello, affluente di sinistra del Lanza, nasce in territorio comunale di Valmorea e, per alcuni tratti, segna il confine con il comune di Bizzarone. Spostandosi più a sud si incontrano, nell'ordine, i seguenti ulteriori affluenti di sinistra del Lanza: il ruscello Brin, il Valletto della Somigliana, la Roggia Molinara, e il torrente Renone, che con il suo corso da sud a ovest divide Valmorea da Cagno. Un breve tratto del confine orientale del comune di Valmorea è invece segnato dal torrente Lura.
Il comune di Valmorea, dall'altitudine media, si trova a 18 km da Como, 17 km da Varese, 53 km da Milano e 27 km da Lugano. Con i comuni di Bizzarone, Cagno, Rodero e Malnate fa parte del Parco Locale di Interesse Sovracomunale denominato Valle del Lanza riconosciuto dalla Regione Lombardia nell'aprile del 2002.

## Storia
Come testimoniato da ritrovamenti di tombe celtiche e romane avvenuti rispettivamente nel 1936 e nel 1974, il territorio valmorese era già frequentato durante l'età antica.
La più antica attestazione di un toponimo relativo all'attuale territorio di Valmorea è un documento datato 852, documento che cita la località Caversazi (Caversaccio) tra i territori del contado del Seprio dove si trovano alcuni beni da spartire tra una certa Adelburga, vedova di Aldalgiso di Schianno, e un tal Balderico, di nazionalità alemanna. Il toponimo di Casanova appare invece per la prima volta in un resoconto datato 1295, relativo all'introduzione di una decima, nel quale vengono citati un certo Johannes de Casanova, prevosto della chiesa plebana di San Pietro a Uggiate, e di un tal Lanfrancus de Casanova, cappellano della chiesa di Casanova.
Casanova e Caversaccio erano attestati come entità comunali indipendenti già negli annessi Statuti di Como del 1335, in cui erano citati con la dicitura di comune de Casanova e di comune de Caversazio, entrambi indicati come parte di quella Pieve di Uggiate di cui seguirono le sorti fin'oltre la metà del XVIII secolo.
Un decreto di riorganizzazione amministrativa del Regno d'Italia napoleonico datato 1807 sancì l'annessione di entrambi i comuni a Cagno, decisione cancellata dalla Restaurazione.
In seguito all'unità d'Italia, il comune di Casanova registrò due cambi di denominazione: dal 1864 al 1903 si chiamò Casanova di Uggiate, mentre in seguito adottò la dicitura di Casanova Lanza, mantenuta fino alla fusione con Caversaccio del 1928.

### Simboli
Lo stemma e il gonfalone del comune sono stati concessi con decreto del presidente della Repubblica dell'11 maggio 2009.
Il gonfalone è un drappo di bianco con la bordatura di azzurro.
La composizione dello stemma di recente creazione, fa riferimento al nome del comune come abbinamento delle parole valle e morea. Le linee incurvate delineano una porzione dello scudo a forma di vallata, mentre i tre ramoscelli di gelso, con il frutto della mora, alludono alla seconda parte del toponimo: morea come equivalente di moreto, luogo coltivato a gelsi. La stella d'argento è simbolo di buon auspicio.
La fascia ondata azzurra ricorda il torrente Lanza che scorre nella vallata sottostante.

## Monumenti e luoghi d'interesse

### Architetture religiose

#### A Casanova Lanza

##### Chiesa di San Biagio
Parrocchiale dedicata ai santi Biagio e Cristoforo, la chiesa fu costruita tra il 1750 e il 1776 al posto di una cappella di pertinenza della famiglia Sala e attestata all'interno della pieve di Uggiate sin dalla fine del XIII secolo.

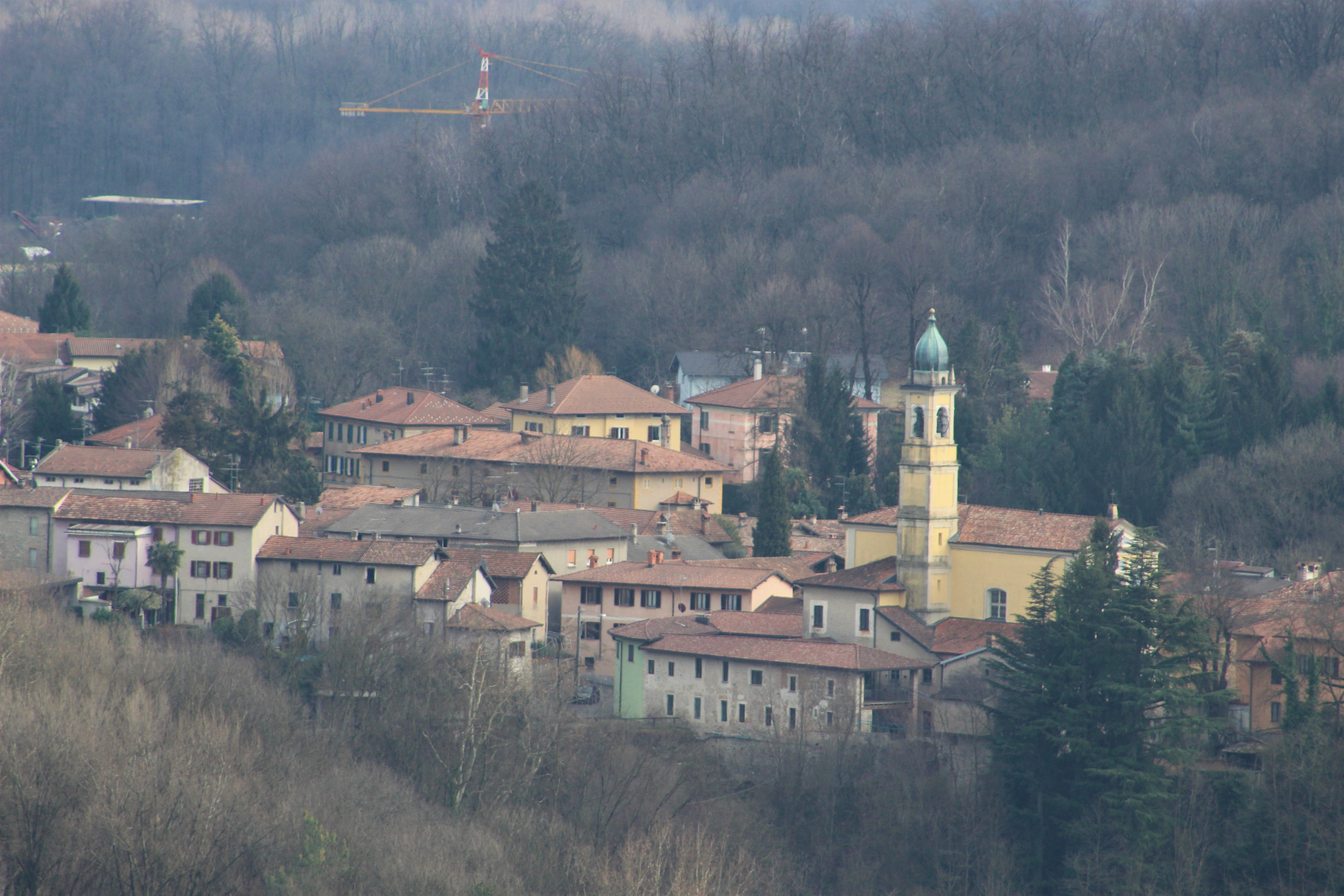
Panoramica sul centro di Casanova, con la chiesa di San Biagio ben identificabile

La chiesa si presenta come un edificio in stile neoclassico, accompagnata da un campanile barocco alto ben 37 metri.

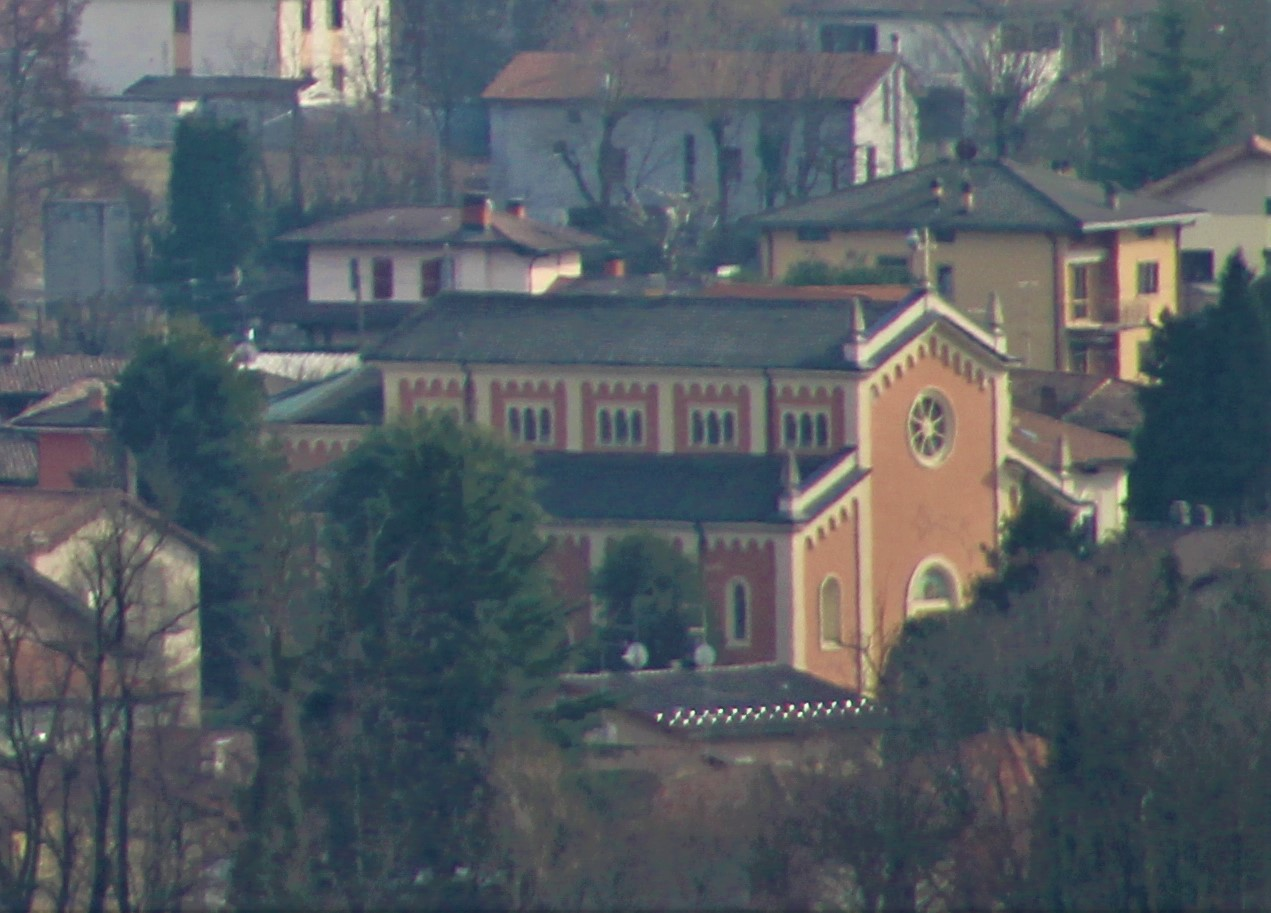
Chiesa dei SS. Donato e Giovanni Bosco

##### Chiesa delle Sante Faustina e Liberata
La Chiesa delle Sante Faustina e Liberata, la cui edificazione è databile ai secoli XVII-XVIII, è documentata all'interno della parrocchia di San Biagio già nel 1788, anno in cui la parrocchia stessa era di giuspatronato della nobile famiglia dei Somigliana.

#### A Caversaccio
- Chiesa dei Santi Donato e Giovanni Bosco[5][21] (1933-1937)[17]
- Cappella di San Rocco[5] (fine XIX secolo)[17]

### Architetture civili
Palazzo Sassi
Villa Sassi, conosciuta dagli abitanti della frazione Casanova Lanza come "il Palazzo”, è un edificio edificato su una costruzione preesistente da Francesco Sala, capostipite di una ricca famiglia borghese di Milano, agli inizi del 1700. Destinato alla rilassante villeggiatura estiva, pur avendo subito nei secoli varie ristrutturazioni, ha mantenuto le caratteristiche di una costruzione ricca di fascino, corredata di salone centrale, sale, portico, grande cortile di ingresso e giardino prospiciente a terrazzo in posizione dominante sulla verde Valmorea.
Poco lontano da palazzo Sassi si trova Palazzo Somigliana, costruito nel XVIII sul luogo dove sorgeva una rocca viscontea.

### Archeologia industriale
Lungo la strada che dal cimitero di Casanova porta verso Bizzarone si trovano i resti di un'antica filanda.

### Altro
Una targa collocata su una casa poco distante dalla chiesa dei santi Donato e Giovanni Bosco ricorda un soggiorno da parte del figlio di Wolfgang Amadeus Mozart, tale Carlo Mozart, temporaneamente trasferitosi a Caversaccio per curare la gotta.
A Valmorea sono presenti inoltre le cosiddette Sette Curve, un punto di riferimento storico dove ogni anno si celebra il Rally delle Sette Curve.
A Casanova si segnala anche un lavatoio con antica rizzata.

### Aree naturali
- Sas de la prea,[5] detto anche Sas da Cagn, enorme masso dalle origini non chiare.[17]
- Buzzun,[5] stagno situato nei pressi della ex-stazione ferroviaria di Valmorea.[24]
- Parco Valle del Lanza. Parco Locale di Interesse Sovracomunale. Riconoscimento D.G.R. n. 8967 del 30.4.2002.
  - Ente Gestore: Convenzione tra i Comuni di Malnate (VA) (capofila), Cagno, Valmorea, Rodero e Bizzarone (CO).
  - Superficie: 978 ha.
  - Caratteristiche: il parco è caratterizzato dall'ampio territorio costituito prevalentemente dalla valle in cui scorre il torrente Lanza, che dal confine italo-svizzero si immette poi in località Folla di Malnate nel fiume Olona e lungo il quale sorgono testimonianze storiche e di archeologia industriale quali mulini ad acqua e antichi nuclei industriali. Altre caratteristiche sono zone umide, ampie zone di interesse agricolo-forestale, sentieri e viabilità campestre, sistema idrografico di terrazzamento; elementi di architettura rurale storica, luoghi di culto e interesse culturale.

## Società

### Evoluzione demografica

#### Demografia pre-unitaria
- 1751: 163 abitanti a Casanova e 250 a Caversaccio[7][8]
- 1771: 204 abitanti a Casanova e 279 a Caversaccio[25][26]
- 1799: 215 abitanti a Casanova e 341 a Caversaccio[9][10]
- 1805: 223 abitanti a Casanova e 327 a Caversaccio[9][10]
- 1809: 210 abitanti a Casanova e 275 a Caversaccio (prima dell'annessione a Cagno)[9][10]
- 1853: 319 abitanti a Casanova e 447 a Caversaccio[11][12]

#### Demografia post-unitaria
Abitanti censiti

### Tradizioni e folclore
Nel dialetto locale, gli abitanti di Caversaccio sono chiamati peraa, cioè scuoiatori, mentre quelli di Casanova sono chiamati gòss, ovvero ingordi. Il soprannome deriverebbe da una storia popolare secondo la quale la gente di Cagno, vedendo che cresceva dell'erba sul campanile del paese, decise di far salire in cima a esso, per mezzo di una carrucola, un asino legato a una corda, affinché mangiasse l'erba che era cresciuta. Tuttavia le cose non andarono come essi avevano sperato, perché l'asino, che era stato legato per il collo, morì strozzato prima di arrivare in cima. I cagnesi chiamarono poi gli abitanti dei paesi limitrofi per cucinare e mangiare l'asino. Arrivarono quindi, in successione, le genti di:
- Caversaccio, che macellarono l'asino, da cui il soprannome Peraa;
- Bizzarone, che portarono il carbone per far cuocere l'asino, da cui il soprannome Carbunatt;
- Casanova, che divorarono buona parte dell'asino, da cui Gòss;
- Binago, che invece di mangiare l'asino direttamente in loco, riempirono i grembiuli con più carne possibile e la portarono a casa, da cui il soprannome Scusaritt (che significa grembiulini);
- Albiolo, i cui abitanti arrivarono in ritardo, trovarono solo pochi resti e vi si buttarono sopra come corvi, da cui il soprannome curbatt, cioè corvi;
- Rodero, ultimi, che non trovarono nulla e tornarono a casa a bocca asciutta, da cui il soprannome Rabiaa (che significa arrabbiati).

## Geografia antropica
Il comune è composto da diverse località: Caversaccio e Casanova Lanza sono le principali, mentre Malpaga, Dosso e Filanda sono composte solo da qualche decina di abitanti.

## Infrastrutture e trasporti

### Ferrovie
La stazione di Valmorea, posta sulla ferrovia Mendrisio-Malnate Olona, fu soppressa nel 1939; nel 1996 venne ripristinata quale località di sosta di servizi turistici dalla Svizzera.

### Annotazioni
1. ↑  Per il dialetto comasco, si utilizza l'ortografia ticinese, introdotta a partire dal 1969 dall'associazione culturale Famiglia Comasca nei vocabolari, nei documenti e nella produzione letteraria.

### Fonti
1. 1 2   Bilancio demografico mensile anno 2025 (dati provvisori), su demo.istat.it, ISTAT.
2. ↑   Classificazione sismica (XLS), su rischi.protezionecivile.gov.it.
3. ↑   Tabella dei gradi/giorno dei Comuni italiani raggruppati per Regione e Provincia (PDF), in Legge 26 agosto 1993, n. 412, allegato A, Agenzia nazionale per le nuove tecnologie, l'energia e lo sviluppo economico sostenibile, 1º marzo 2011,  p. 151. URL consultato il 25 aprile 2012 (archiviato dall'url originale il 1º gennaio 2017).
4. ↑   Gazzetta Ufficiale del Regno d'Italia, anno 69º, numero 93, parte prima (PDF), su Automazione Gazzetta Ufficiale Storica. URL consultato il 30 giugno 2019 (archiviato il 30 giugno 2019).
«I comuni di Caversaccio e Casanova-Lanza sono riuniti in un unico comune denominato " Valmorea ", con capoluogo Caversaccio. [...]
Dato a Roma, addì 18 marzo 1928 - Anno VI
VITTORIO EMANUAELE.»
5. 1 2 3 4 5 6 7 8 9 10 11 12 13 14 15   Pròteus (a cura di), Comune di Valmorea, in pannello informativo situato nel parcheggio delle scuole intitolate a Giovanni da Milano, in Via Roma.
6. 1 2 3   Cenni storici, su Comune di Valmorea. URL consultato il 16 agosto 2020.
7. 1 2   Comune di Casanova, sec. XIV - 1757 – Istituzioni storiche – Lombardia Beni Culturali, su lombardiabeniculturali.it. URL consultato il 20 maggio 2020.
8. 1 2   Comune di Caversaccio, sec. XIV - 1757 – Istituzioni storiche – Lombardia Beni Culturali, su lombardiabeniculturali.it. URL consultato il 20 maggio 2020.
9. 1 2 3 4   Comune di Casanova, 1798 - 1809 – Istituzioni storiche – Lombardia Beni Culturali, su lombardiabeniculturali.it. URL consultato il 20 maggio 2020.
10. 1 2 3 4   Comune di Caversaccio, 1798 - 1809 – Istituzioni storiche – Lombardia Beni Culturali, su lombardiabeniculturali.it. URL consultato il 20 maggio 2020.
11. 1 2   Comune di Casanova, 1816 - 1859 – Istituzioni storiche – Lombardia Beni Culturali, su lombardiabeniculturali.it. URL consultato il 20 maggio 2020.
12. 1 2   Comune di Caversaccio, 1816 - 1859 – Istituzioni storiche – Lombardia Beni Culturali, su lombardiabeniculturali.it. URL consultato il 20 maggio 2020.
13. ↑   Comune di Casanova Lanza, 1859 - 1928 – Istituzioni storiche – Lombardia Beni Culturali, su lombardiabeniculturali.it. URL consultato il 20 maggio 2020.
14. ↑   Comune di Caversaccio, 1859 - 1928 – Istituzioni storiche – Lombardia Beni Culturali, su lombardiabeniculturali.it. URL consultato il 20 maggio 2020.
15. ↑   Valmorea (Como) D.P.R. 11.05.2009 concessione di stemma e gonfalone, su presidenza.governo.it. URL consultato l'8 agosto 2022.
16. ↑   Valmorea, su Stemmi dei Comuni della Provincia di Como. URL consultato l'8 agosto 2022.
17. 1 2 3 4 5 6 7 8 9   Passeggiando a Valmorea - Comune di Valmorea, su comune.valmorea.co.it. URL consultato il 16 agosto 2020 (archiviato dall'url originale il 5 agosto 2020).
18. ↑   Chiesa di S. Biagio - complesso, Piazza S. Biagio - Valmorea (CO) – Architetture – Lombardia Beni Culturali, su lombardiabeniculturali.it. URL consultato il 13 marzo 2020.
19. 1 2   SIUSA - Parrocchia di S. Biagio in Casanova Lanza di Valmorea, su siusa.archivi.beniculturali.it. URL consultato il 13 marzo 2020.
20. ↑   Chiesa delle SS. Faustina e Liberata, Via Roma - Valmorea (CO) – Architetture – Lombardia Beni Culturali, su lombardiabeniculturali.it. URL consultato il 13 marzo 2020.
21. ↑   Chiesa dei SS. Donato e Giovanni Bosco, Via Roma - Valmorea (CO) – Architetture – Lombardia Beni Culturali, su lombardiabeniculturali.it. URL consultato il 13 marzo 2020.
22. ↑   Palazzo Sassi - complesso, Via Volta, 135 (P),133,137 - Valmorea (CO) – Architetture – Lombardia Beni Culturali, su lombardiabeniculturali.it. URL consultato il 13 marzo 2020.
23. ↑   Palazzo Somigliana - complesso, Via Volta, 41 - Valmorea (CO) – Architetture – Lombardia Beni Culturali, su lombardiabeniculturali.it. URL consultato il 13 marzo 2020.
24. ↑   Paola Casale, Buzzun, su ateinsubriaolona.it, 22 agosto 2023. URL consultato il 24 novembre 2023.
25. ↑   Comune di Casanova, 1757 - 1797 – Istituzioni storiche – Lombardia Beni Culturali, su lombardiabeniculturali.it. URL consultato il 20 maggio 2020.
26. ↑   Comune di Caversaccio, 1757 - 1797 – Istituzioni storiche – Lombardia Beni Culturali, su lombardiabeniculturali.it. URL consultato il 20 maggio 2020.
27. ↑  Dati tratti da:
  -  Popolazione residente dei comuni. Censimenti dal 1861 al 1991 (PDF), su ebiblio.istat.it, ISTAT.
  -  Popolazione residente per territorio – serie storica, su esploradati.censimentopopolazione.istat.it.
Nota bene: il dato del 2021 si riferisce al dato del censimento permanente al 31 dicembre di quell'anno.